# Mirecourt
Cet article possède un paronyme, voir Minecourt.
Mirecourt ([miʁkuʁ], en vosgien de la montagne [miʁko]) est une commune française, chef-lieu de canton du département des Vosges dans l'arrondissement de Neufchâteau. Située en Lorraine, la commune fait aujourd'hui partie de la région administrative Grand Est.
Ses habitants sont appelés les Mirecurtiens.

## Géographie

### Situation
Mirecourt est située au cœur du Xaintois, à 24 kilomètres de Vittel, 35 kilomètres d'Épinal, 40 kilomètres de Neufchâteau et 48 kilomètres de Nancy.

### Communes limitrophes
| Ramecourt                       | Poussay      | Mazirot  |
| Thiraucourt Domvallier          | Mirecourt    | Villers  |
| Remicourt Domèvre-sous-Montfort | Mattaincourt | Vroville |

### Géologie et relief
La commune se compose de 389,25 hectares de territoires artificialisés (31,88 %), 599,14 hectares de territoires agricoles (49,07 %) et 232,55 hectares de forêts et milieux semi-naturels (19,05 %).
L'altitude varie de 261 m à 378 m.
Espaces naturels :
- Une zone naturelle d'intérêt écologique, faunistique et floristique (Znieff) :  Vergers de Mirecourt.

### Sismicité
Commune située dans une zone 1 de sismicité très faible.

### Hydrographie et les eaux souterraines
Hydrogéologie et climatologie :
- Territoire communal : Occupation du sol (Corinne Land Cover); Cours d'eau (BD Carthage),
- Géologie : Carte géologique; Coupes géologiques et techniques,
- Hydrogéologie : Masses d'eau souterraine; BD Lisa; Cartes piézométriques.

#### Réseau hydrographique
La commune est située dans le bassin versant du Rhin au sein du bassin Rhin-Meuse. Elle est drainée par le Madon, le ruisseau du Val d'Arol, le ruisseau de Bazoilles, le ruisseau de Ravenel et le ruisseau de Talencourt,.
Le Madon, d'une longueur totale de 96,9 km, prend sa source dans la commune de Vioménil et se jette dans la Moselle à Pont-Saint-Vincent, après avoir traversé 47 communes.

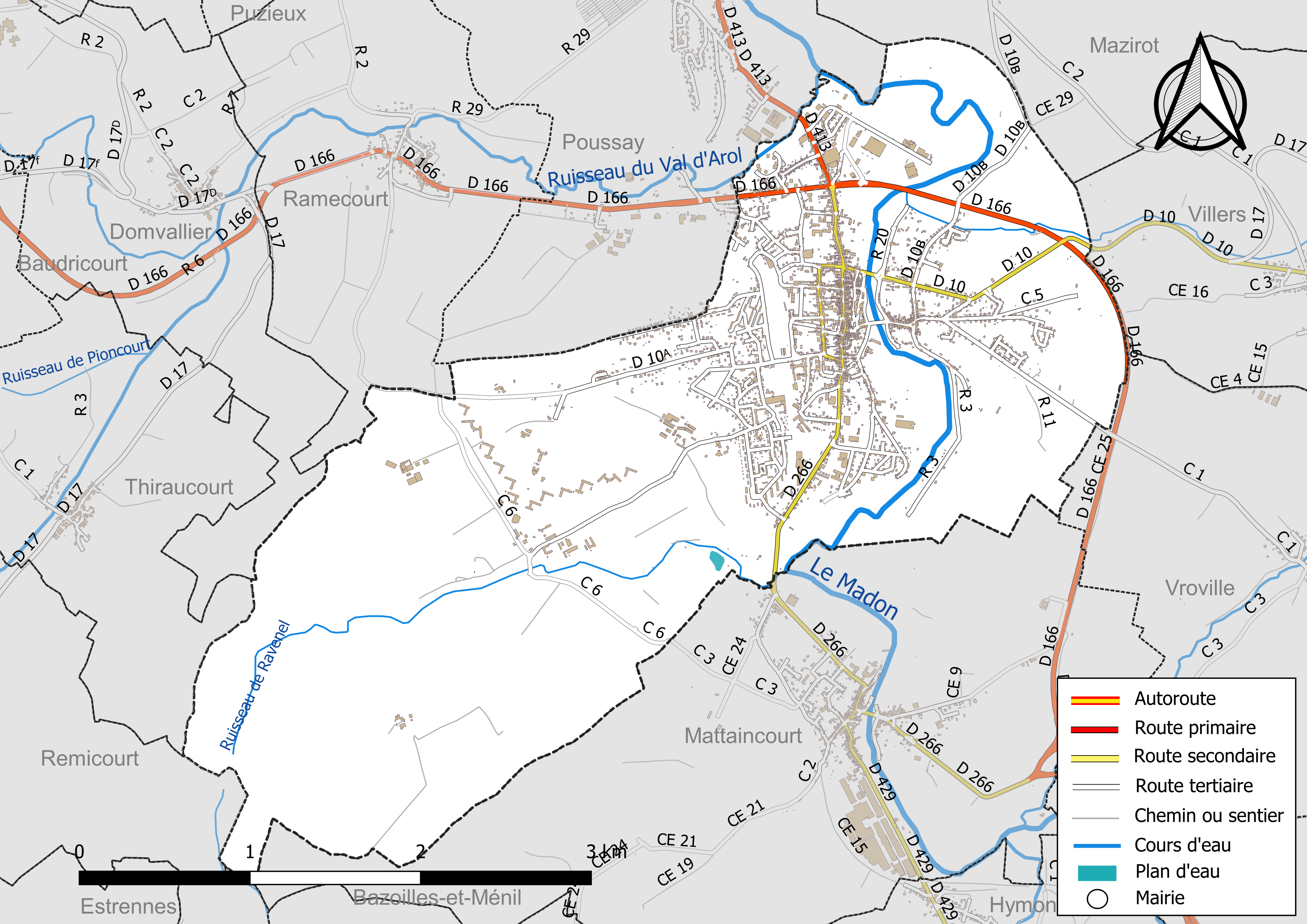
Réseaux hydrographique et routier de Mirecourt.

Le Val d'Arol, d'une longueur totale de 13,9 km, prend sa source dans la commune de Domjulien et se jette dans la Madon à Marcheprime, après avoir traversé neuf communes.

#### Gestion et qualité des eaux
Le territoire communal est couvert par le schéma d'aménagement et de gestion des eaux (SAGE) « Nappe des Grès du Trias Inférieur ». Ce document de planification, dont le territoire comprend le périmètre de la zone de répartition des eaux de la nappe des Grès du trias inférieur (GTI), d'une superficie de 1 497 km2, est en cours d'élaboration. L’objectif poursuivi est de stabiliser les niveaux piézométriques de la nappe des GTI et atteindre l'équilibre entre les prélèvements et la capacité de recharge de la nappe. Il doit être cohérent avec les objectifs de qualité définis dans les SDAGE Rhin-Meuse et Rhône-Méditerranée. La structure porteuse de l'élaboration et de la mise en œuvre est le conseil départemental des Vosges.
La qualité des eaux de baignade et des cours d’eau peut être consultée sur un site dédié géré par les agences de l’eau et l’Agence française pour la biodiversité.

### Climat
Pour des articles plus généraux, voir Climat du Grand Est et Climat des Vosges.
En 2010, le climat de la commune est de type climat des marges montargnardes, selon une étude du Centre national de la recherche scientifique s'appuyant sur une série de données couvrant la période 1971-2000. En 2020, Météo-France publie une typologie des climats de la France métropolitaine dans laquelle la commune est dans une zone de transition entre le climat océanique altéré et le climat océanique altéré et est dans la région climatique  Lorraine, plateau de Langres, Morvan, caractérisée par un hiver rude (1,5 °C), des vents modérés et des brouillards fréquents en automne et hiver.
Pour la période 1971-2000, la température annuelle moyenne est de 9,9 °C, avec une amplitude thermique annuelle de 16,9 °C. Le cumul annuel moyen de précipitations est de 900 mm, avec 12,6 jours de précipitations en janvier et 9,7 jours en juillet. Pour la période 1991-2020, la température moyenne annuelle observée sur la station météorologique installée sur la commune est de 10,4 °C et le cumul annuel moyen de précipitations est de 824,3 mm. 
La température maximale relevée sur cette station est de 39,5 °C, atteinte le 25 juillet 2019 ; la température minimale est de −19,5 °C, atteinte le 20 décembre 2009,,.
| Mois                                  | jan.           | fév.           | mars           | avril         | mai           | juin          | jui.          | août          | sep.          | oct.          | nov.          | déc.           | année      |
| ------------------------------------- | -------------- | -------------- | -------------- | ------------- | ------------- | ------------- | ------------- | ------------- | ------------- | ------------- | ------------- | -------------- | ---------- |
| Température minimale moyenne (°C)     | −0,6           | −0,5           | 1              | 4             | 7,7           | 11,3          | 13,1          | 12,7          | 9,2           | 6,7           | 3,2           | 0,3            | 5,7        |
| Température moyenne (°C)              | 2,1            | 2,9            | 6              | 10            | 13,4          | 17,3          | 19,4          | 18,8          | 15,2          | 11            | 6,3           | 2,9            | 10,4       |
| Température maximale moyenne (°C)     | 4,8            | 6,4            | 10,9           | 16,1          | 19,2          | 23,3          | 25,8          | 24,9          | 21,1          | 15,3          | 9,4           | 5,5            | 15,2       |
| Record de froid (°C) date du record   | −15,6 26.01.07 | −15,8 05.02.12 | −19,2 01.03.05 | −6,3 04.04.22 | −2,3 03.05.21 | 0,9 03.06.06  | 5 03.07.11    | 2,8 26.08.18  | −0,8 20.09.12 | −7,1 29.10.12 | −8,3 30.11.16 | −19,5 20.12.09 | −19,5 2009 |
| Record de chaleur (°C) date du record | 15,2 01.01.23  | 19,8 27.02.19  | 24,4 31.03.21  | 27,9 25.04.07 | 31 25.05.09   | 36,5 26.06.19 | 39,5 25.07.19 | 39,1 09.08.03 | 33,1 15.09.20 | 27,2 10.10.23 | 21,4 08.11.15 | 16,3 17.12.19  | 39,5 2019  |
| Précipitations (mm)                   | 76,4           | 58,9           | 59,3           | 50,7          | 78,6          | 68,1          | 61,1          | 70,8          | 61,7          | 84,1          | 75,9          | 78,7           | 824,3      |

| Diagramme climatique                                  |             |           |           |             |              |              |              |             |             |            |            |
| J                                                     | F           | M         | A         | M           | J            | J            | A            | S           | O           | N          | D          |
| 4,8−0,676,4                                           | 6,4−0,558,9 | 10,9159,3 | 16,1450,7 | 19,27,778,6 | 23,311,368,1 | 25,813,161,1 | 24,912,770,8 | 21,19,261,7 | 15,36,784,1 | 9,43,275,9 | 5,50,378,7 |
| Moyennes : • Temp. maxi et mini °C • Précipitation mm |             |           |           |             |              |              |              |             |             |            |            |

Les paramètres climatiques de la commune ont été estimés pour le milieu du siècle (2041-2070) selon différents scénarios d'émission de gaz à effet de serre à partir des nouvelles projections climatiques de référence DRIAS-2020. Ils sont consultables sur un site dédié publié par Météo-France en novembre 2022.

## Urbanisme

### Typologie
Au 1er janvier 2024, Mirecourt est catégorisée bourg rural, selon la nouvelle grille communale de densité à sept niveaux définie par l'Insee en 2022.
Elle appartient à l'unité urbaine de Mirecourt, une agglomération intra-départementale regroupant quatre  communes, dont elle est ville-centre,,. Par ailleurs la commune fait partie de l'aire d'attraction de Mirecourt, dont elle est la commune-centre,. Cette aire, qui regroupe 33 communes, est catégorisée dans les aires de moins de 50 000 habitants,.

### Occupation des sols
L'occupation des sols de la commune, telle qu'elle ressort de la base de données européenne d’occupation biophysique des sols Corine Land Cover (CLC), est marquée par l'importance des territoires agricoles (49,2 % en 2018), en diminution par rapport à 1990 (52,8 %). La répartition détaillée en 2018 est la suivante : 
prairies (30,4 %), zones urbanisées (20,9 %), forêts (18,9 %), terres arables (15,2 %), zones industrielles ou commerciales et réseaux de communication (11 %), cultures permanentes (3,5 %). L'évolution de l’occupation des sols de la commune et de ses infrastructures peut être observée sur les différentes représentations cartographiques du territoire : la carte de Cassini (XVIIIe siècle), la carte d'état-major (1820-1866) et les cartes ou photos aériennes de l'IGN pour la période actuelle (1950 à aujourd'hui).

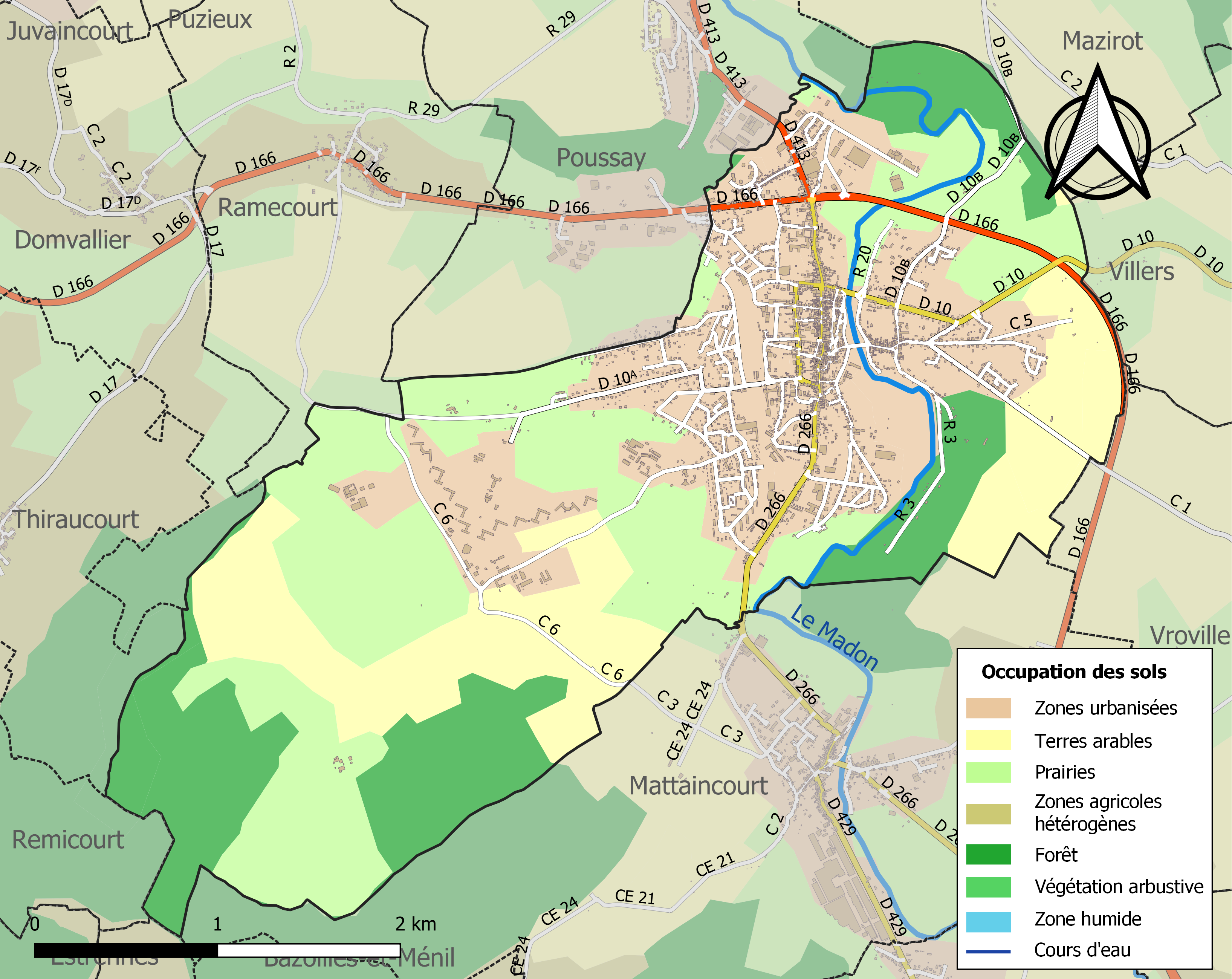
Carte des infrastructures et de l'occupation des sols de la commune en 2018 (CLC).

### Voies de communications et transports

#### Voies routières
Mirecourt est desservie par plusieurs routes départementales. Elle est reliée :
- par la D 55 à la RN 57 (17 km à l'est), qui relie notamment Nancy à Épinal ;
- par la D 166 à l'autoroute A31 (26 kilomètres à l'ouest), qui relie Nancy à Dijon.

#### Transports en commun
- Fluo Grand Est.

#### Lignes SNCF
- Mirecourt possède sa propre gare ferroviaire se situant sur la ligne 14 qui relie Nancy à Contrexéville[21].
- Les autres gares ferroviaires les plus proches se trouvent à Charmes et à Épinal.

#### Transports aériens
- L'Aéroport d'Épinal-Mirecourt est situé à 6 km à l'ouest de la ville, sur le territoire de la commune de Juvaincourt.

L'aéroport d'Epinal-Mirecourt, propriété du conseil départemental des Vosges, est géré par la SEAEM Vosges Aéroport (groupement composé de la Chambre de Commerce et d'Industrie des Vosges et de la société indienne Super Airport Infrastructure India Pvt Ltd).
- Aéroport de Nancy-Essey.
- Aéroport de Metz-Nancy-Lorraine.

## Toponymie
Anciennes mentions : In Murici curte (960) ; Murichort (1180) ; De Modoricicurte (Xe siècle) ; Mirecourt, Mirecort (1234) ; Murecourt (1264) ; Murecourt sur Madon (1279) ; Mericourt (1284) ; Myrecort (1286) ; Mercort (1297) ; Muricort (xiiie siècle) ; Miricourt (1331) ; Mircourt (1332) ; Miricour (1392) ; Miricuria (1423) ; De Mirecuria (1427) ; Mercuria (1472) ; De Mercurio (1473) ; Myrecourt, Merecourt (XVIe siècle) ; Prope Mircuriam (1538) ; Mirecour (1656).
Les historiens ont voulu trouver quelque analogie entre le nom de Mirecourt et celui de Mercure ; mais ils ne produisent à l'appui de leur opinion aucune citation, aucune tradition, ni aucun monument ancien. Une autre hypothèse parle de Muricus curtis : curtis signifie domaine rural et Muricus est le nom de son propriétaire.

## Histoire

### Des origines à 1789
Mirecourt est fondée au cours du premier millénaire, au carrefour des routes menant de Toul à Épinal et de Neufchâteau à Châtel-sur-Moselle, au franchissement du Madon. La première mention de Mirecourt date de 960, dans un acte de l'empereur Othon II stipulant qu’un dénommé Urson a fait don d’un important domaine situé in Murici Curte.
Dans le courant du XIIIe siècle, elle fait partie du domaine seigneurial du comte-évêque de Toul, qui lui accorde des lettres de franchise en 1234. Un acte de 1284 (Ferry III) constate le rattachement de Mirecourt et de son territoire au duché de Lorraine. Mirecourt devient le chef-lieu de l'important bailliage de Vôge, mais est avant tout une cité de grand négoce.
Au XVIe siècle, les ducs de Lorraine y introduisent le savoir-faire des maîtres italiens dans la fabrication des violons, savoir-faire qui se perpétue jusqu'à nos jours. Ainsi, un certain Dieudonné Montfort, faiseur de violons, est déjà actif à Mirecourt en 1602. En 1732, reconnaissant ce savoir-faire, le duc François III de Lorraine, futur empereur du Saint-Empire romain germanique, édicte une charte pour les « luthiers et faiseurs de violons de Mirecourt et de Mattaincourt ». Il souhaite ainsi protéger cette corporation « des abus qui se glissent dans leur métier », et conserver « la renommée qu'elle s'est autrefois acquise, de contenir d'habiles faiseurs d'instruments ». Parallèlement à cette activité de lutherie, Mirecourt devient également un haut lieu de la facture d’orgues au cours du XVIIIe siècle. Enfant de la ville, Léopold Renaudin illustrera son art à Paris avant d'épouser les idéaux révolutionnaires et de mourir sur l'échafaud.
La loge maçonnique Saint-Jean le Parfait Désintéressement à l'Orient de Mirecourt date de 1750 : c'est une les plus anciennes de France (elle a inauguré son temple le 23 mars 2014,). En fait, il y eut trois loges maçonniques qui se succédèrent : les deux premières au titre distinctif de Saint-Jean le Parfait Désintéressement au XVIIIe siècle, la troisième au titre de l'Harmonie au XIXe siècle.
En 1766, à la mort de Stanislas Leszczynski, la Lorraine devient française, mais l'organisation administrative est maintenue. En 1776, Nicolas-Louis François de Neufchâteau achète l'office de lieutenant-général de bailliage.

### De 1789 à nos jours
La réforme administrative de 1789 fait de Mirecourt un chef-lieu de district du département des Vosges, puis un chef-lieu d'arrondissement ; ce statut sera perdu en 1926, du fait de la réduction massive du nombre de sous-préfectures (mesures d'économie prises par Raymond Poincaré).
Mirecourt pendant la Révolution (Charles Guyot).
Mirecourt accueille une des toutes premières écoles normales d'instituteurs de France, fondée en 1828.
À partir de 1870, un certain nombre de protestants venus d’Alsace s’installent à Mirecourt et dans ses environs et, en 1983, Pierre Maignial fonde la première église protestante sur Mirecourt.
Fondée en 1890 à Mirecourt, la Banque Kolb est la filiale du Crédit du Nord dans le Nord-Est de la France.
On fabrique aussi des instruments mécaniques (orgues de manège, serinettes…). La ville de Mirecourt a eu une renommée mondiale par sa production d'instruments du quatuor et surtout par sa production d'archets. Soixante maisons de luthiers et d’archetiers, de petites entreprises et d’usines de décolletage sont recensées à travers trois siècles. Elle compte aussi une usine de production de violons de l'entreprise Couesnon. La majeure partie est en activité au XIXe siècle. L'activité d'archèterie chute avec l'arrivée des enregistrements sonores, dans la première moitié du XXe siècle.
En 1940, après l'Armistice, la Wehrmacht s'installe à Mirecourt. L'hôpital psychiatrique de Ravenel, en construction, est transformé en camp de transit et d'internement, le Frontstalag 120. De nombreux soldats français y restent prisonniers en attendant leur transfert dans des camps de prisonniers d'Allemagne. Les prisonniers « indigènes » (originaires des colonies) y restent plus longtemps ; le Frontstalag est fermé le 17 février 1941. Ils seront envoyés dans d'autres camps en zone occupée. La ville est libérée le 14 septembre 1944, par des éléments de l'armée américaine. Le site de Ravenel devient le 21st General Hospital de Washington qui fonctionnera jusqu'en 1946.
On fabrique encore de la Dentelle de Mirecourt, notamment à la maison de la dentelle. Une école de lutherie y a été créée en 1970 par Étienne Vatelot.

## Politique et administration

### Découpage territorial
Par arrêté préfectoral du 15 septembre 2023, la commune est retirée le 1er janvier 2024 de l'arrondissement d'Épinal et rattachée à l'arrondissement de Neufchâteau.

### Tendances politiques et résultats
La commune fait partie du canton de Mirecourt, dont elle est le chef-lieu, et de la communauté de communes de Mirecourt Dompaire.

### Liste des maires
Depuis 1945, sept maires se sont succédé :

### Jumelages
La commune de Mirecourt est jumelée avec le district de Bonn-Beuel. La localité allemande de Bonn Beuel a d'ailleurs prêté son nom à un quartier de Mirecourt.
- Mirecourt avec  Bonn (Allemagne)

### Budget et fiscalité 2023

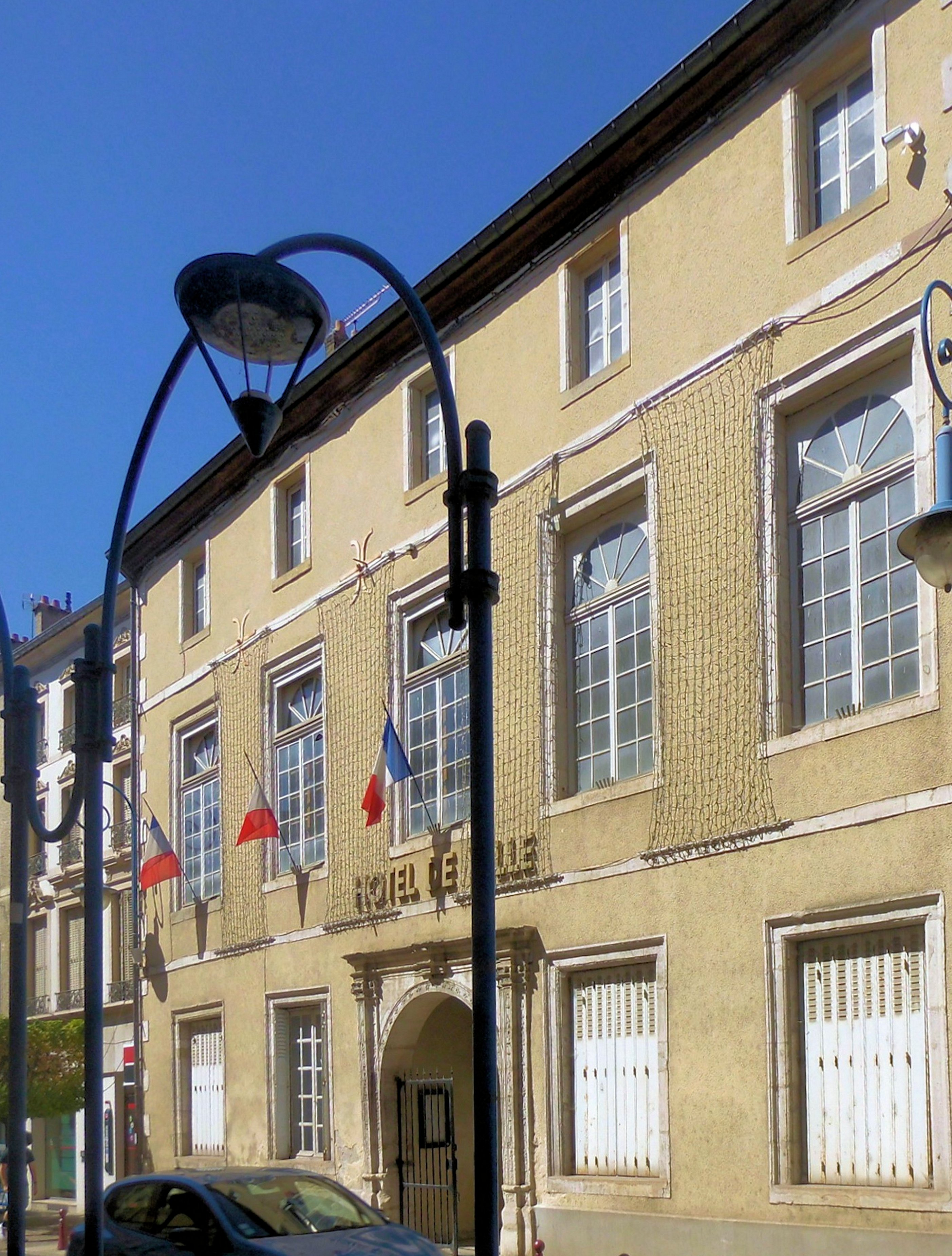
L'hôtel de ville.

En 2023, le budget de la commune était constitué ainsi :
- total des produits de fonctionnement : 5 302 000 €, soit 1 002 € par habitant ;
- total des charges de fonctionnement : 4 603 000 €, soit 870 € par habitant ;
- total des ressources d'investissement : 2 099 000 €, soit 397 € par habitant ;
- total des emplois d'investissement : 2 841 000 €, soit 537 € par habitant ;
- endettement : 2 135 000 €, soit 403 € par habitant.

Avec les taux de fiscalité suivants :
- taxe d'habitation : 28,13 % ;
- taxe foncière sur les propriétés bâties : 46,83 % ;
- taxe foncière sur les propriétés non bâties : 29,29 % ;
- taxe additionnelle à la taxe foncière sur les propriétés non bâties : 0,00 % ;
- cotisation foncière des entreprises : 0,00 %.

Chiffres clés Revenus et pauvreté des ménages en 2021 : médiane en 2021 du revenu disponible, par unité de consommation : 19 850 €.

## Population et société

### Démographie

#### Évolution démographique
L'évolution du nombre d'habitants est connue à travers les recensements de la population effectués dans la commune depuis 1793. Pour les communes de moins de 10 000 habitants, une enquête de recensement portant sur toute la population est réalisée tous les cinq ans, les populations de référence des années intermédiaires étant quant à elles estimées par interpolation ou extrapolation. Pour la commune, le premier recensement exhaustif entrant dans le cadre du nouveau dispositif a été réalisé en 2005.

En 2022, la commune comptait 4 746 habitants, en évolution de −10,2 % par rapport à 2016 (Vosges : −2,96 %, France hors Mayotte : +2,11 %).
| 1793  | 1800  | 1806  | 1821  | 1831  | 1836  | 1841  | 1846  | 1856  |
| ----- | ----- | ----- | ----- | ----- | ----- | ----- | ----- | ----- |
| 4 946 | 5 084 | 5 257 | 5 453 | 5 574 | 5 684 | 5 365 | 5 521 | 5 194 |

| 1861  | 1866  | 1872  | 1876  | 1881  | 1886  | 1891  | 1896  | 1901  |
| ----- | ----- | ----- | ----- | ----- | ----- | ----- | ----- | ----- |
| 5 533 | 5 735 | 5 480 | 5 266 | 5 333 | 5 455 | 5 141 | 5 063 | 4 953 |

| 1906  | 1911  | 1921  | 1926  | 1931  | 1936  | 1946  | 1954  | 1962  |
| ----- | ----- | ----- | ----- | ----- | ----- | ----- | ----- | ----- |
| 5 511 | 5 967 | 5 436 | 5 508 | 5 239 | 5 383 | 5 275 | 7 939 | 8 572 |

| 1968  | 1975  | 1982  | 1990  | 1999  | 2005  | 2006  | 2010  | 2015  |
| ----- | ----- | ----- | ----- | ----- | ----- | ----- | ----- | ----- |
| 8 804 | 8 649 | 7 940 | 6 900 | 6 384 | 6 006 | 5 982 | 5 848 | 5 325 |

| 2020  | 2022  | - | - | - | - | - | - | - |
| ----- | ----- | - | - | - | - | - | - | - |
| 4 819 | 4 746 | - | - | - | - | - | - | - |

### Enseignement
Établissements d'enseignements : 
- Écoles maternelles et primaires à Mirecourt[49],[50], Mattaincourt, Poussay, Hymont.
- Collèges à Mirecourt.
- Lycées à Mirecourt.

### Santé

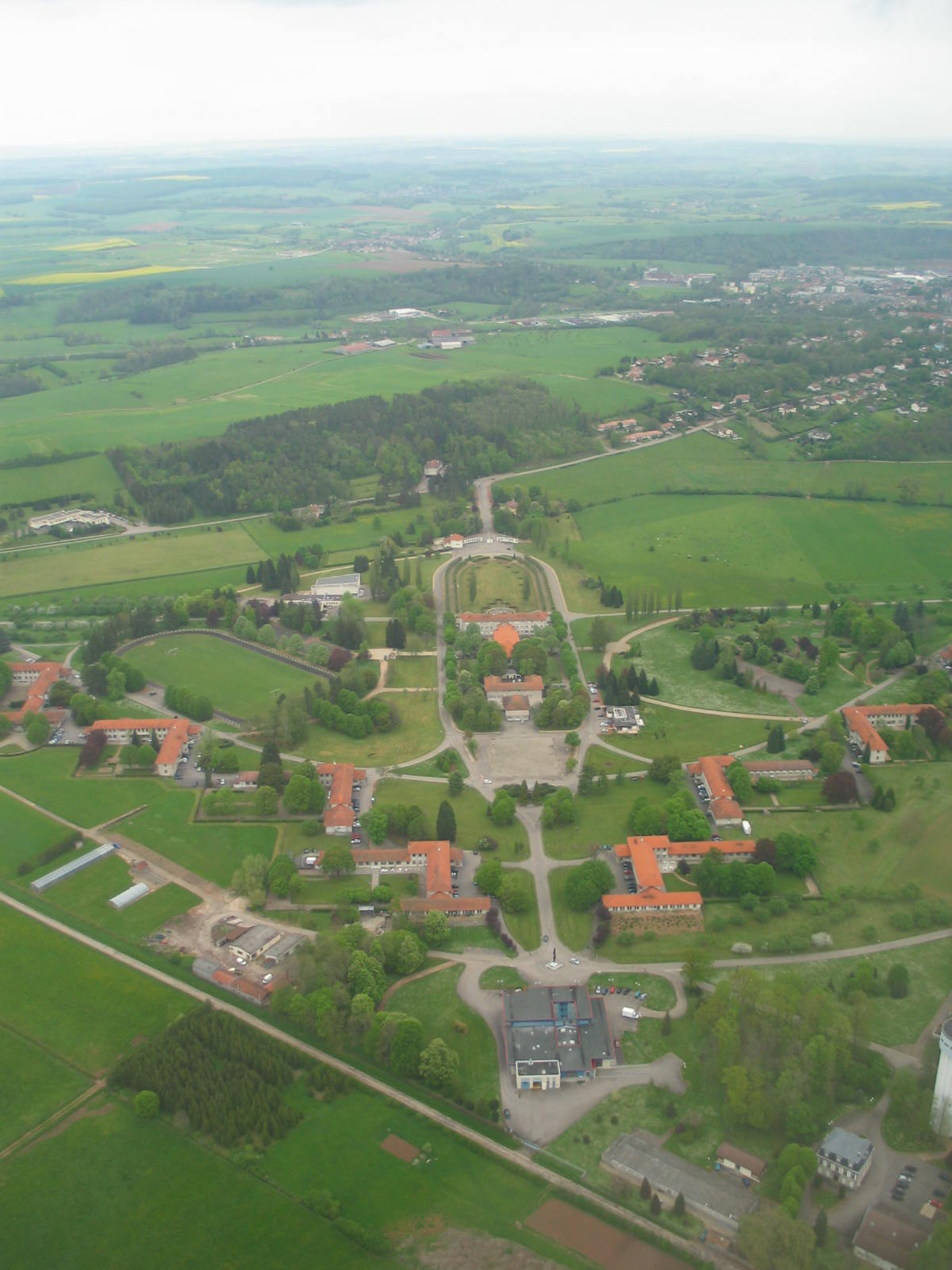
Le centre hospitalier spécialisé.

Professionnels et établissements de santé :
- Médecins à Mirecourt, Mattaincourt, Remoncourt, Diarville, Dompaire, Charmes, Damas-et-Bettegney.
- Pharmacies à Mirecourt, Mattaincourt, Remoncourt, Diarville, Dompaire, Gironcourt-sur-Vraine, Vincey.
- Hôpitaux à Mirecourt, Mattaincourt, Charmes, Ville-sur-Illon
- Le Centre hospitalier spécialisé départemental orienté psychiatrie[52] est situé sur la commune de Mirecourt.

C'est le premier employeur de la commune (environ un millier de salariés).

### Cultes
- Culte catholique, Paroisse Saint-Pierre-Fourier-Mirecourt[53], Diocèse de Saint-Dié.
- Culte protestant[54]

## Économie

### Entreprises et commerces

#### Agriculture
- Culture et élevage associés.
- Autres cultures non permanentes.
- Aquaculture en eau douce.
- Élevage de chevaux et d'autres équidés.
- Élevage d'ovins et de caprins.
- Élevage de porcins.
- Élevage d'autres animaux.

#### Tourisme
- Hébergements et restauration à Mirecourt, Rouvres-en-Xaintoix, Rugney, Vincey, Dombasle-devant-Darney, Contrexéville, Sanchey, Épinal.

#### Commerces et services
- Commerces et services de proximité.
- La Banque Kolb, filiale du Crédit du Nord, a son siège social à Mirecourt.

## Culture locale et patrimoine

### Patrimoine culturel
- Jean Michel Prosper Guérin, La Pietà (1868), huile sur toile, conservée au Lycée Jean-Baptiste-Vuillaume.

### Lieux et monuments

#### Vestige historique
- Présence romaine : stèle funéraire

#### Architecture civile
- Maisons de centre-ville style Renaissance, avec cours intérieures.
- Halles en pierre, datant de 1617, marché couvert classé monument historique par arrêté du 10 septembre 1913[55],[56].
- Fontaine de dévotion de Saint-Pierre-Fourrier[57],[58].
- Puits communal, rue Chanzy, classé monument historique par arrêté du 10 décembre 1927[59].
- Puits, rue du Docteur-Joyeux, inscrit sur l'inventaire supplémentaire des monuments historiques par arrêté du 8 octobre 1984[60].
- Tour ronde de Ravenel, reste d'un ancien château fort, (XVIe au XVIIIe siècle).
- Théâtre aménagé dans l'ancienne chapelle du couvent de la congrégation Notre-Dame et la salle contiguë dite « du Club » sont classés monuments historiques par arrêté du 12 juillet 1989[61].
- Pont Stanislas, ou pont Saint-Vincent, construit en 1747 sur le Madon, inscrit monument historique par arrêté du 13 décembre 1982[62].
- Collège Guy-Dolmaire affilié norme HQE
- Hôpital psychiatrique de Ravenel, avenue René Porterat.

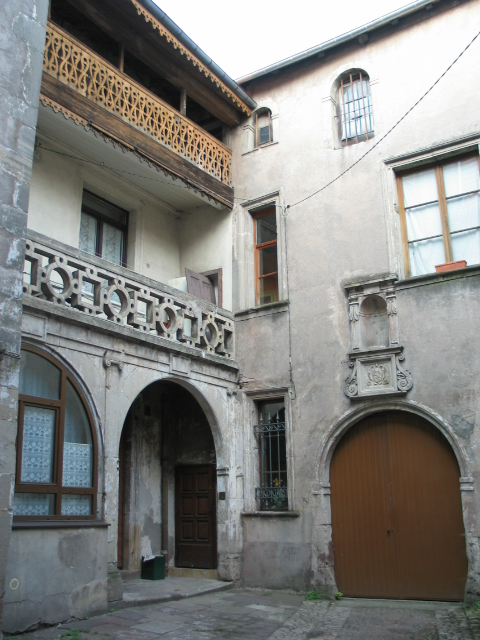
Une cour intérieure.
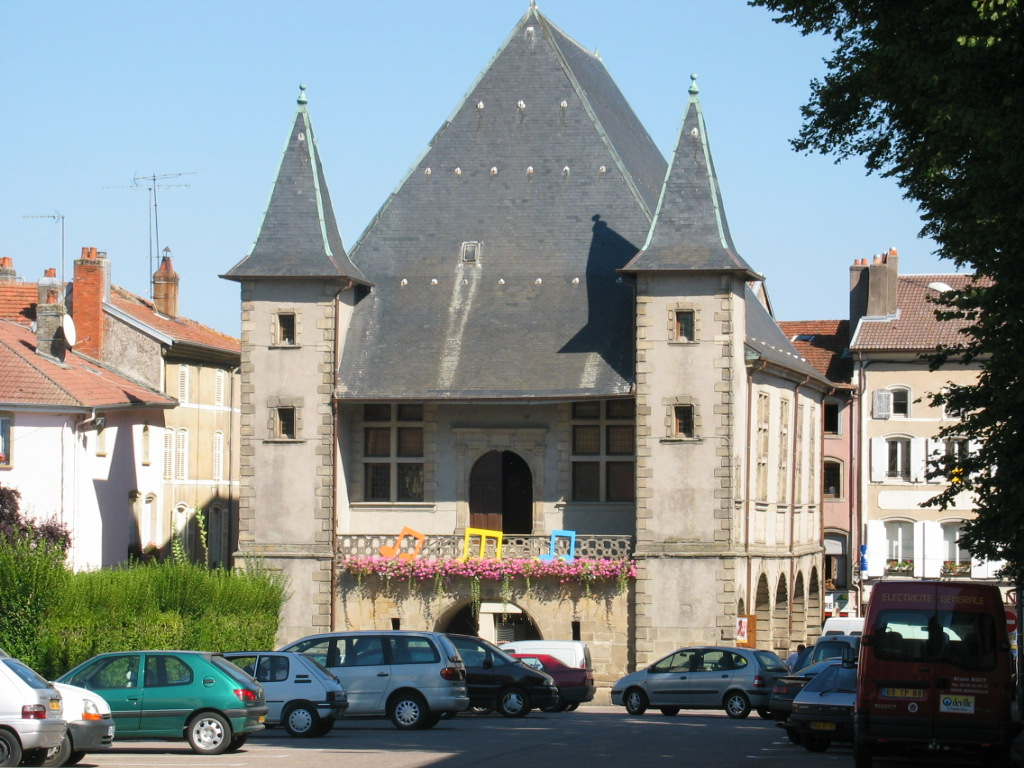
Les Halles.
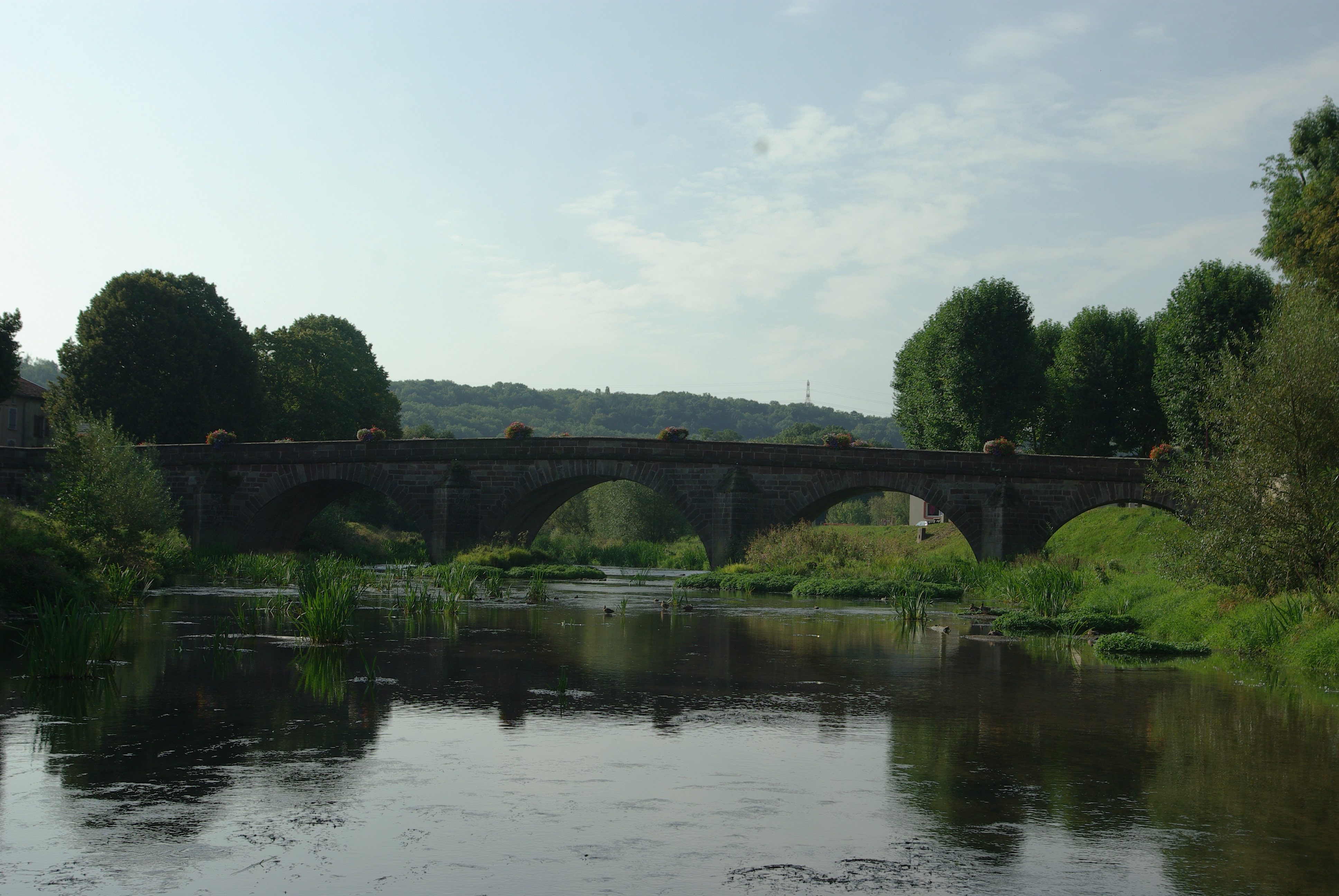
Le pont Stanislas.
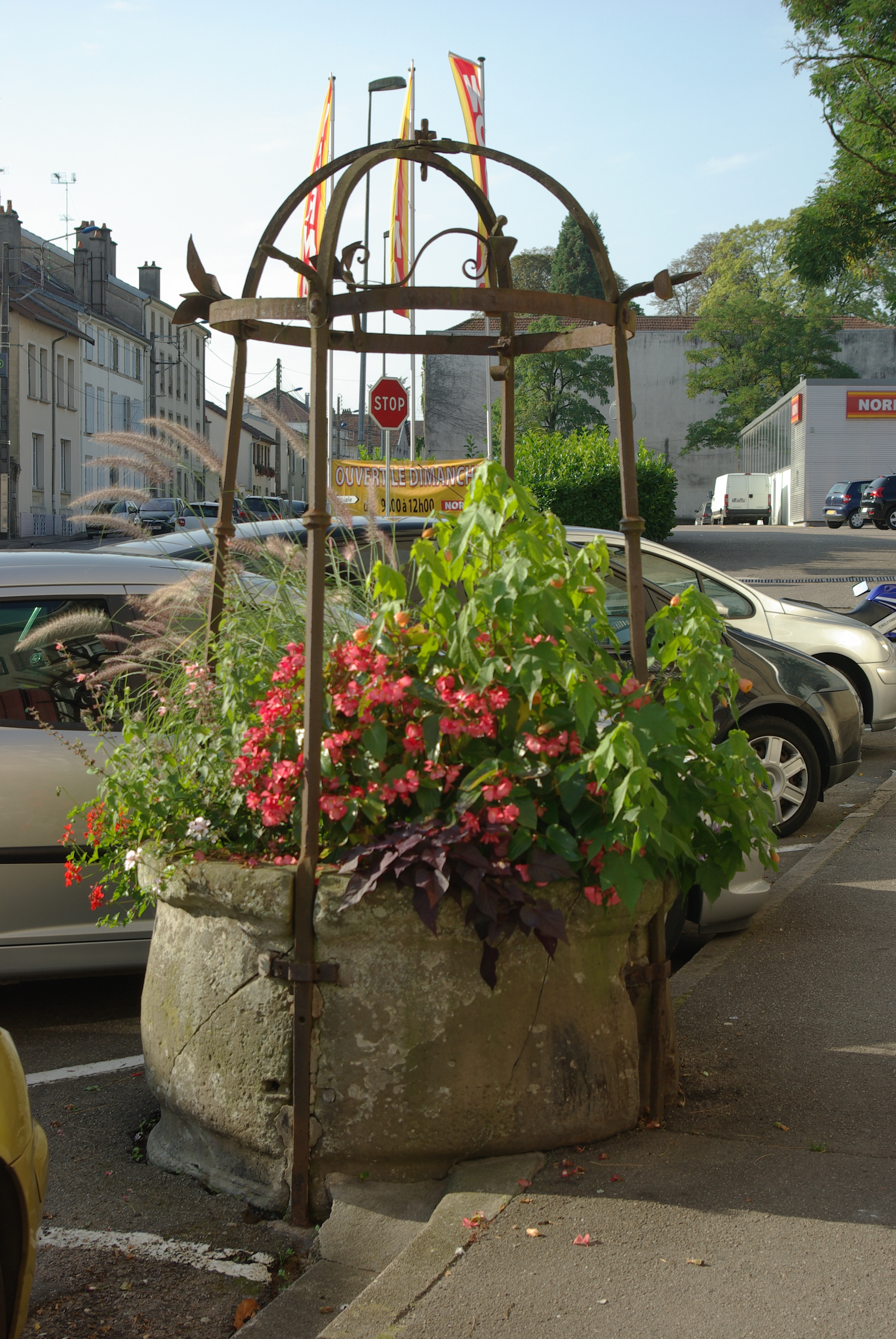
Le puits communal de la rue Chanzy.
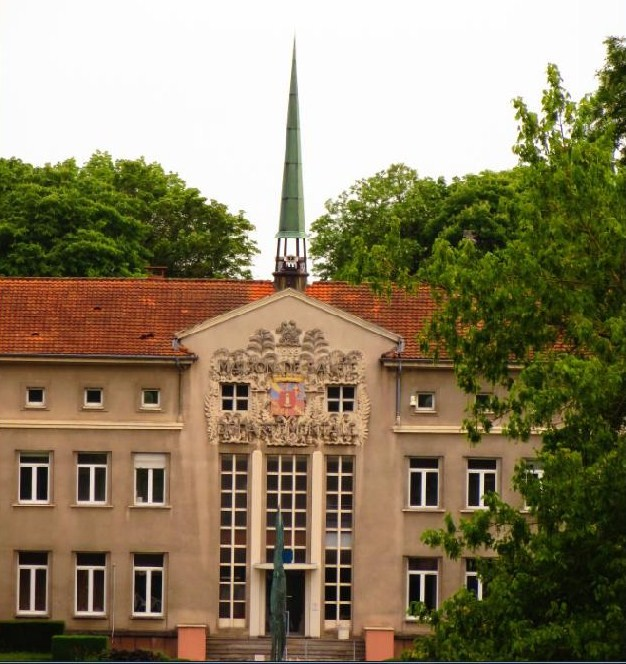
Hôpital psychiatrique de Ravenel.

#### Architecture religieuse et lieux de mémoire
- Église de la Nativité-de-Notre-Dame[63], classée monument historique par arrêté du 16 septembre 1985[64].

Vitraux
Patrimoine mobilier :
* L'orgue de tribune, restauré en 1986-1987 par Gaston Kern, ,,,.
* Statue L’Éducation de la Vierge.
* Statue Christ de Résurrection.
* 2 statues Anges adorateurs.
* 2 statues : la Foi, l'Espérance.
Tableau et cadre portrait de saint Pierre Fourier.
* Tableau Descente de la croix.
* Ostensoir-soleil dit le grand Melchisédech, et sa boîte.
* Robe de baptême de cloche coupée dans l'aube sacerdotale de Mgr Evrard.
* Bancs de fidèles.
- L'ancienne chapelle du couvent de la congrégation Notre-Dame édifié en 1730, a été aménagée en théâtre, Place du Général de Gaulle[61]
- Chapelle de La Oultre (XVe siècle), inscrite sur l'inventaire supplémentaire des monuments historiques par arrêté du 6 décembre 1982[80],[81],[82].
- Chapelle de l'hôpital du Val du Madon, rue Germini[83].
- Ancienne chapelle de l'hôpital du Val du Madon, rue du Cimetière.
- Chapelle de l'hôpital psychiatrique de Ravenel, avenue René Porterat.
- Monument aux morts tous conflits[84],[85].
- Cimetière militaire français[86],[87].
- Statues de la Vierge sur des façades de maisons[88].
- Sur le petit obélisque d'Épinal, un médaillon illustre l'espoir : les blasons de Remiremont, de Neufchâteau, de Mirecourt et de Saint-Dié dans des triangles en partie supérieure[89].

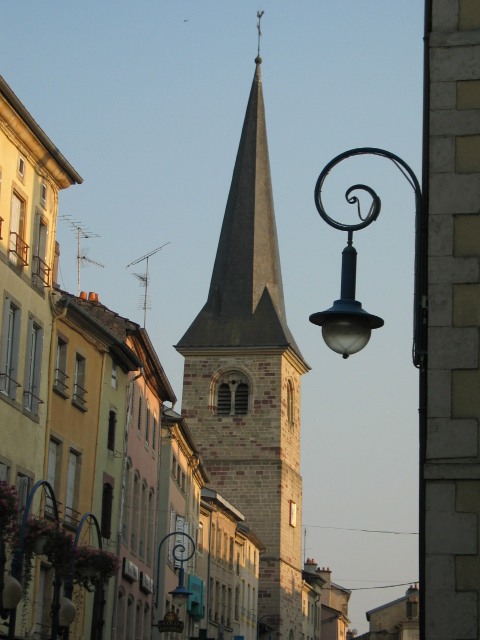
Église de la Nativité-de-Notre-Dame.
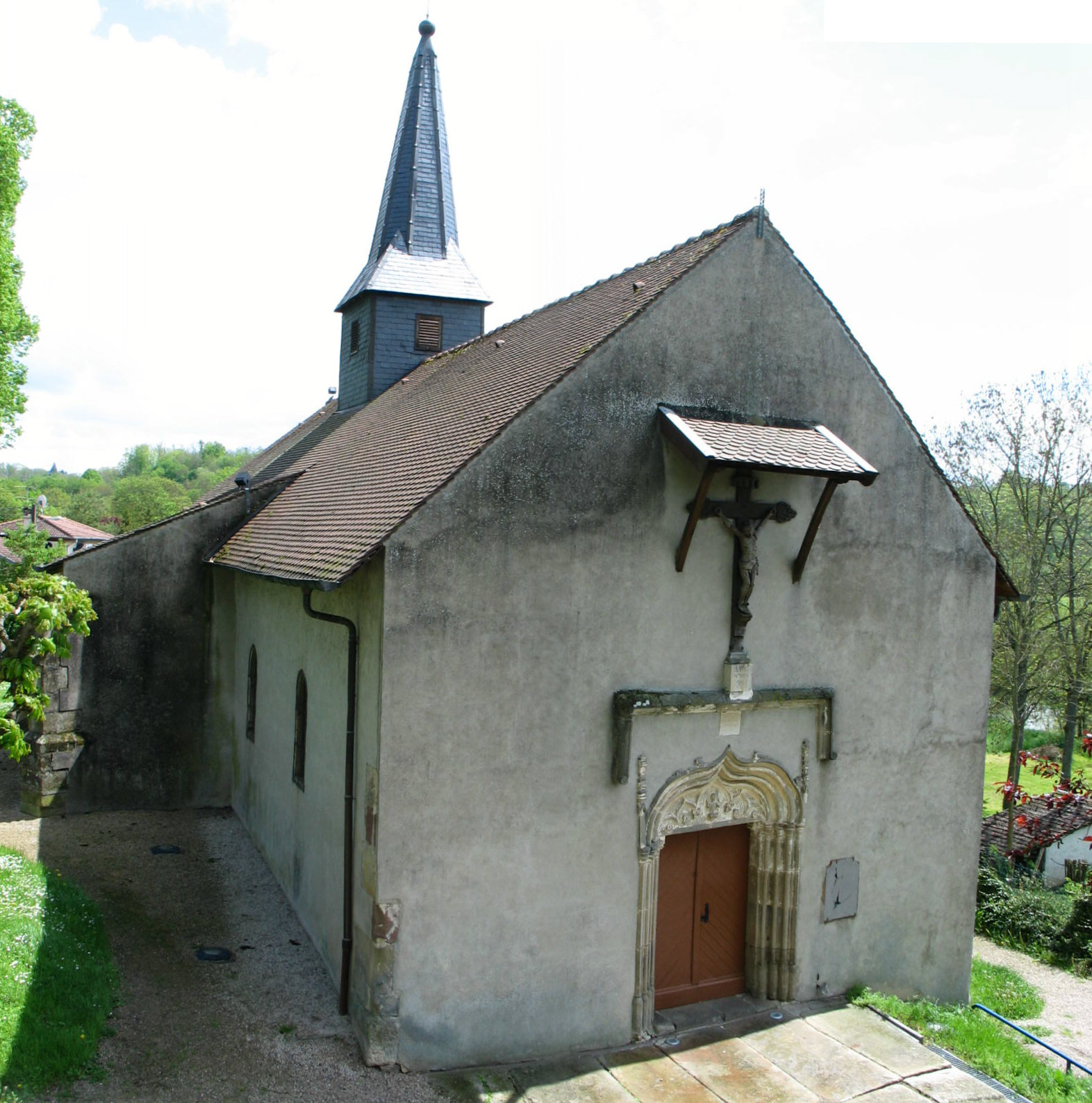
Chapelle de La Oultre.
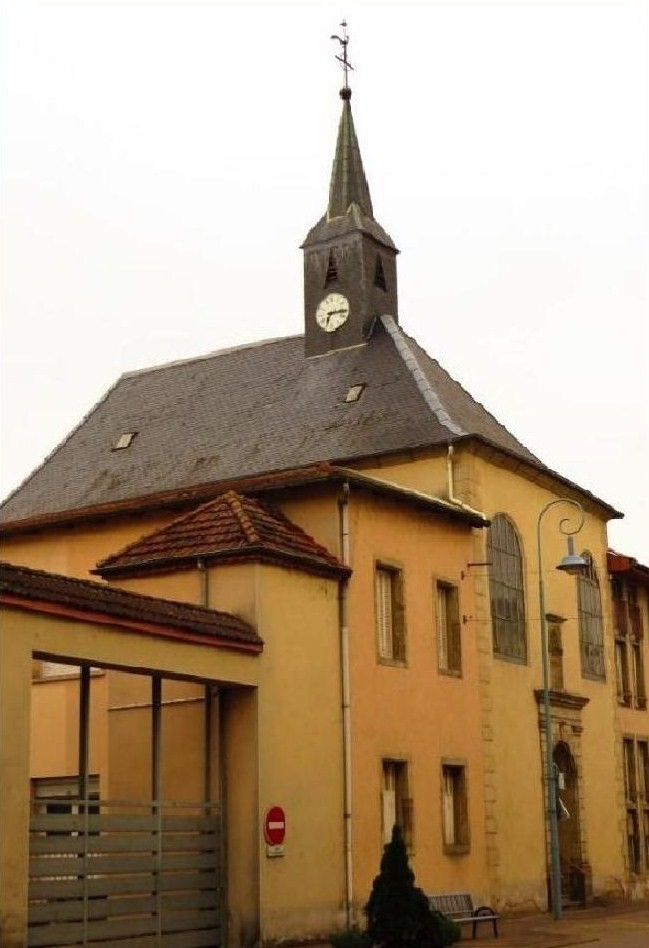
Chapelle de l'hôpital du Val de Madon.
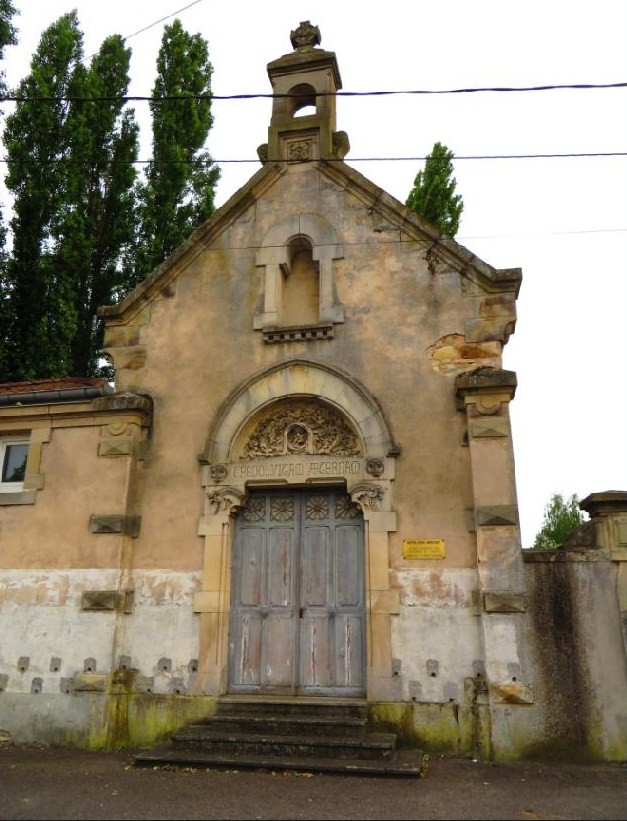
Ancienne chapelle de l'hôpital du Val de Madon.
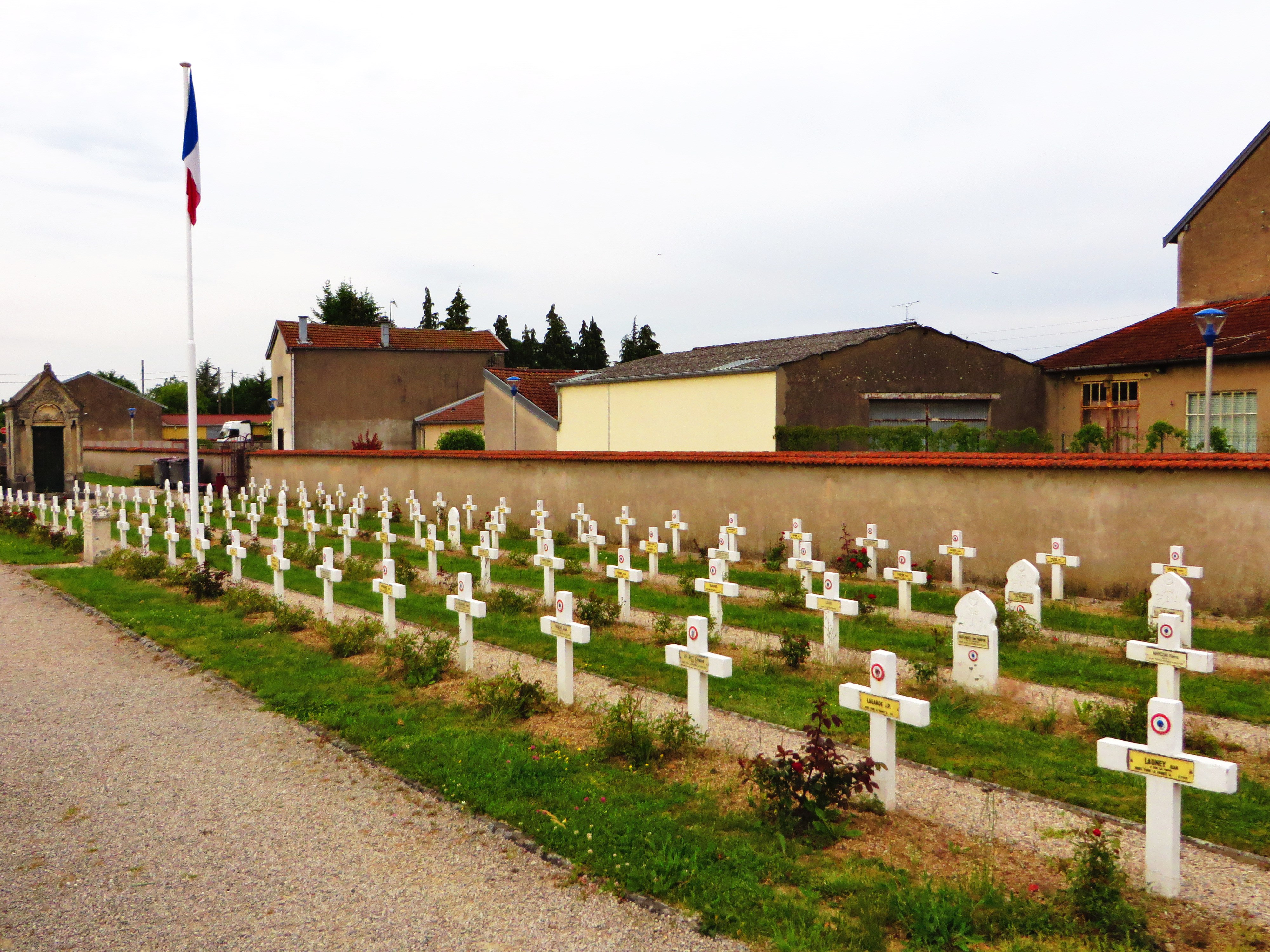
Cimetière militaire français.
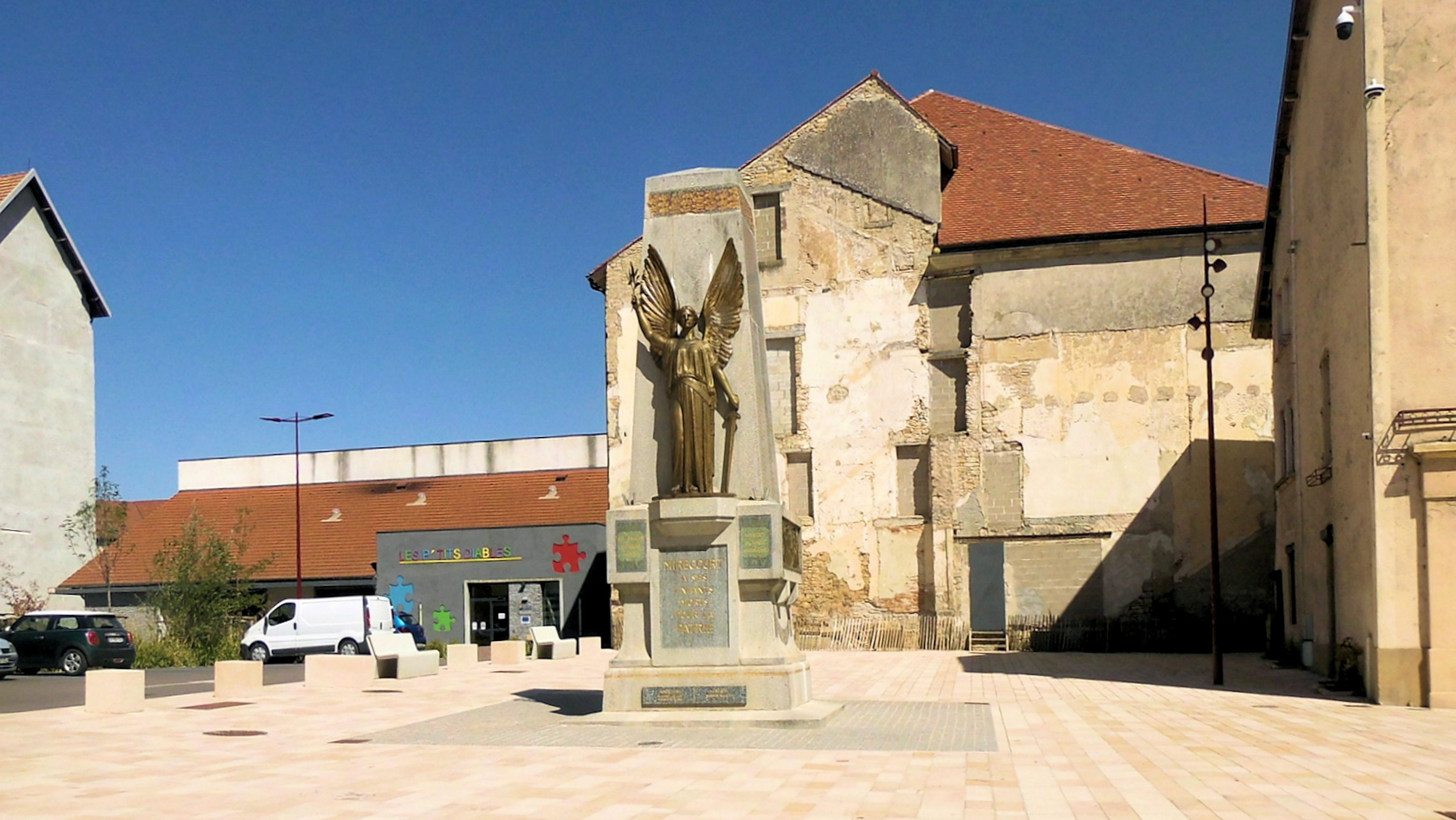
Le monument aux morts.

### Musées et les savoir-faire
- Maison de la musique mécanique et de la dentelle[90],[91].
- Musée de la Lutherie et de l'Archèterie françaises

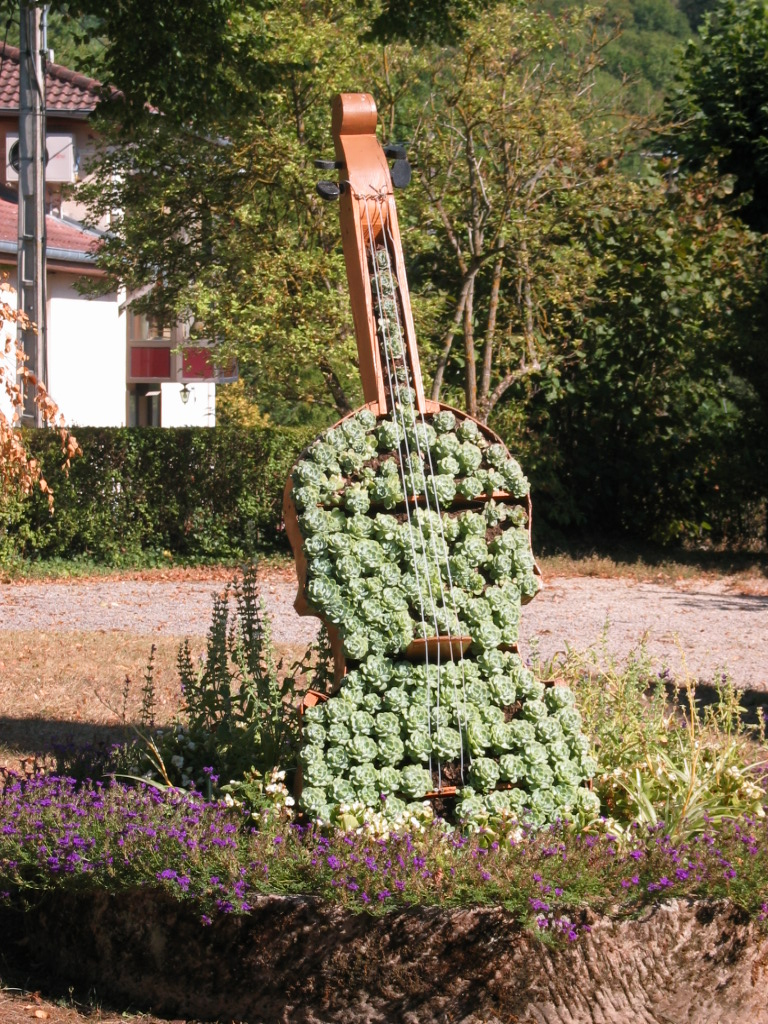
Hommage à la lutherie.
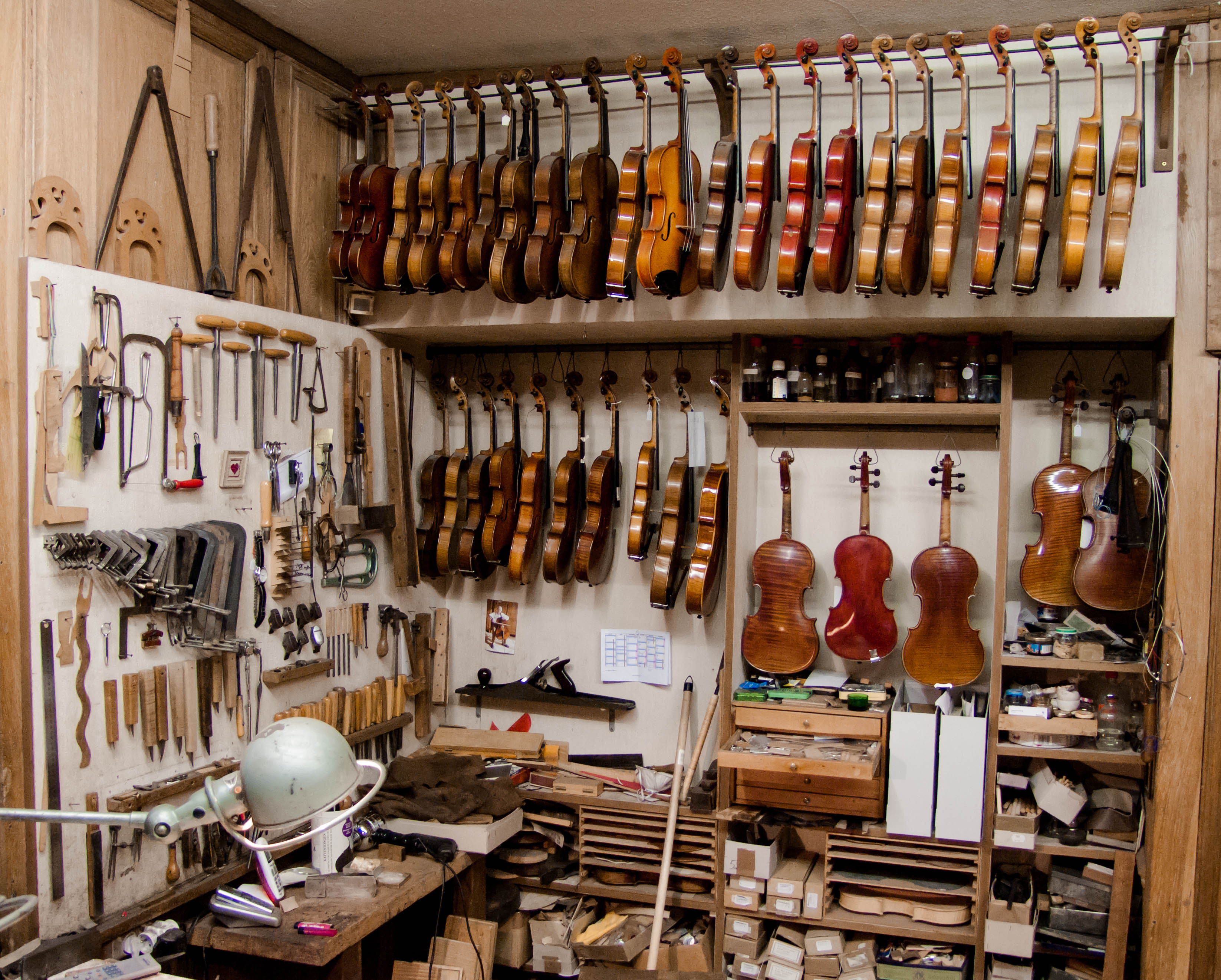
Atelier d'un luthier.
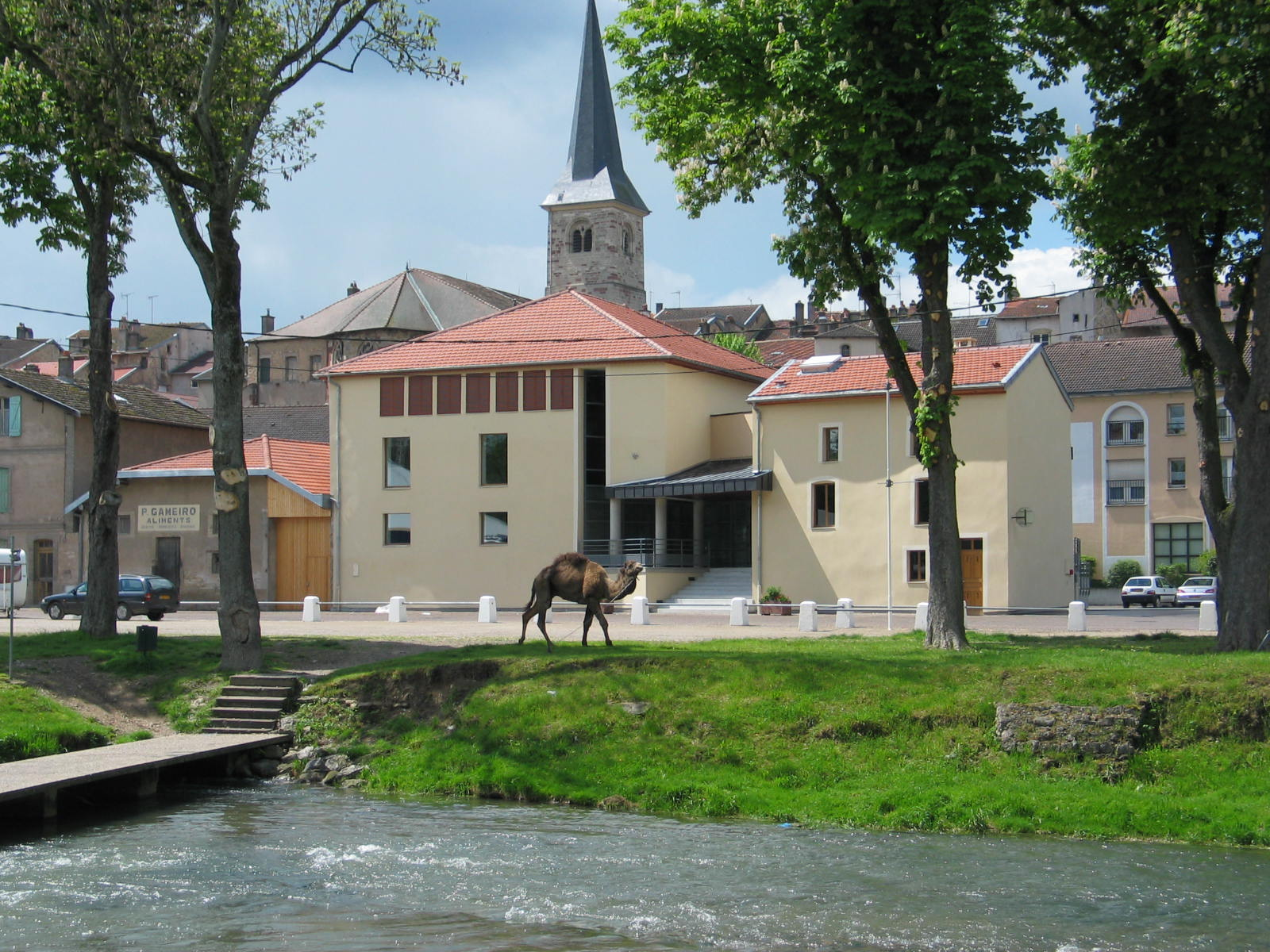
Musée de la lutherie et de l'archèterie françaises
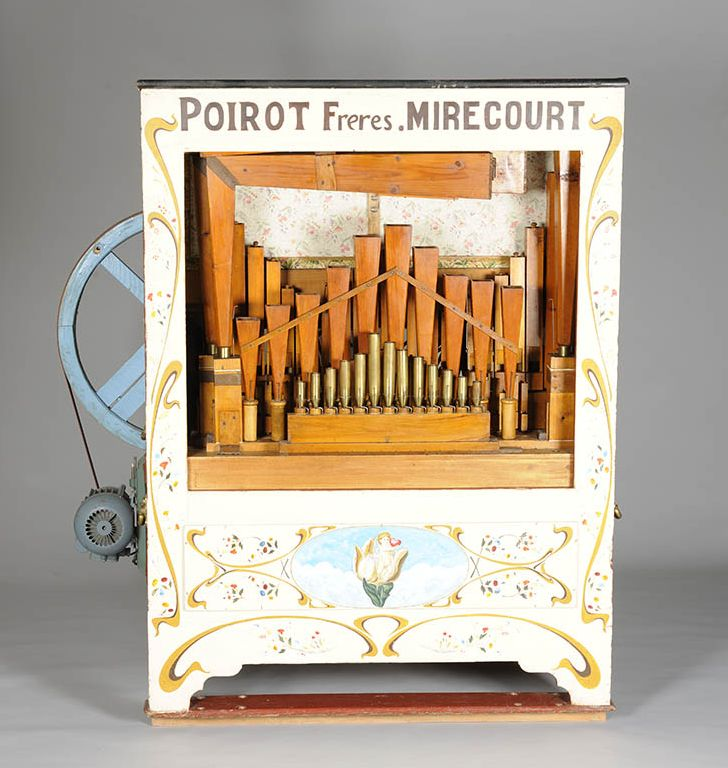
Piano mécanique, boîte à musique.
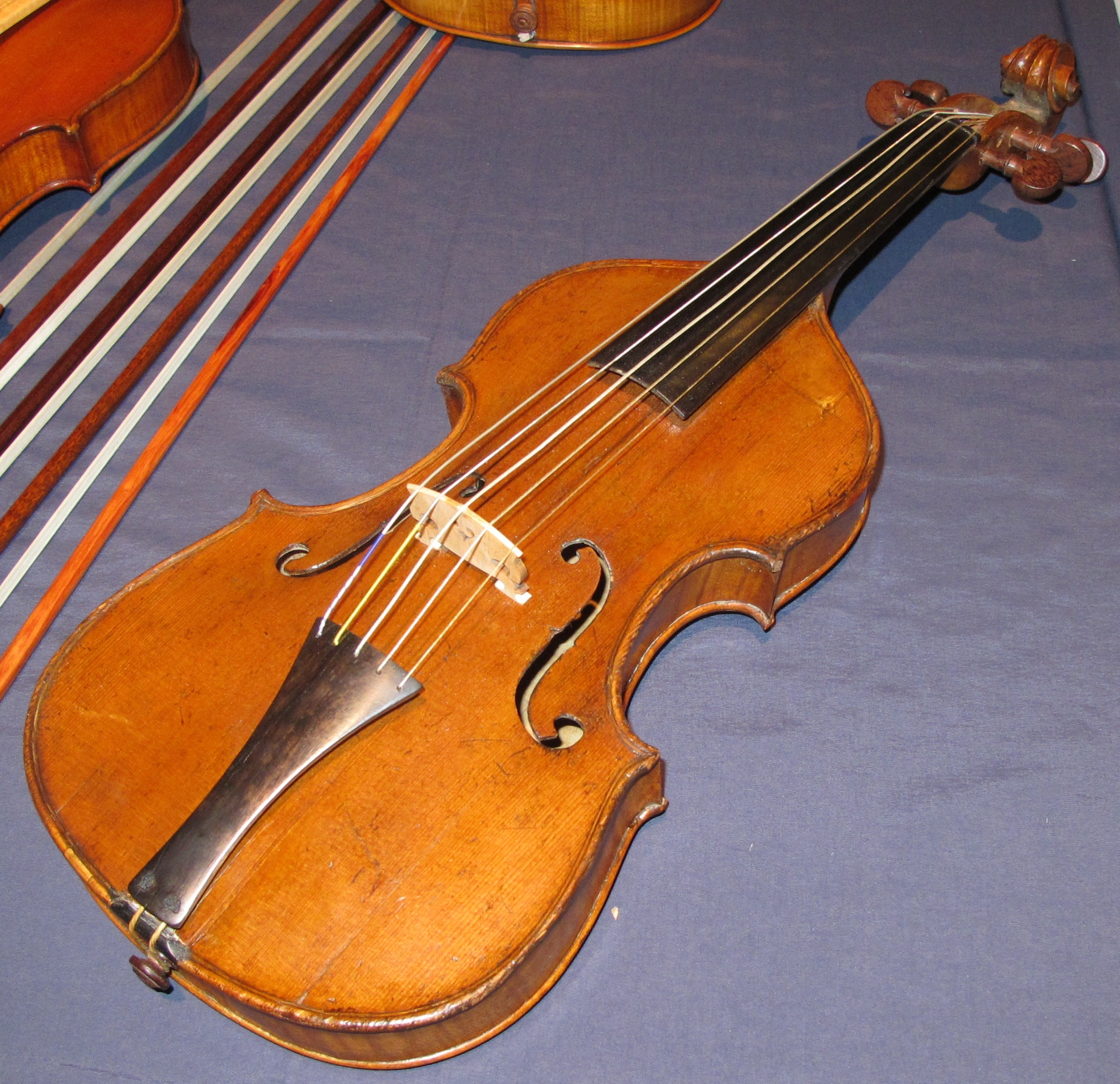
Violon.

### Équipements culturels
La commune dispose d'un atelier jazz à l'école municipale de musique.

### Philatélie
En 1979, la poste rend hommage à la lutherie par l'émission d'un timbre postal d'1,30 franc brun-rouge et sépia. Tiré à 10 millions d'exemplaires, il figure un violon symbolisé. Il est mis en vente en 1er jour à Paris et à Mirecourt le 8 décembre. Il porte le n° YT 2072.

## Personnalités liées à la commune

### Personnalités nées à Mirecourt
- Pierre Fourier, prêtre catholique (1565-1640), canonisé en 1897.
- Dominique Collin (1725-1781), graveur ordinaire du roi Stanislas Ier, roi de Pologne et duc de Lorraine né à Méricourt et mort à Nancy.
- Joseph Ignace Foissey (1739-1818), homme politique né à Mirecourt, député de la Meurthe de 1791 à 1792.
- Pierre-Laurent Chantaire (1743-1814), homme politique né et décédé à Mirecourt, député du Tiers état aux États généraux de 1789.
- Joseph Hugo (1747-1825), homme politique et homme de loi né à Mirecourt, député des Vosges.
- Claude Launoy (1748-1830), minéralogiste, inventeur du premier hélicoptère miniature.
- Léopold Renaudin, (1749-1795), célèbre luthier et homme politique
- Sébastien Gérardin (1751–1816), naturaliste.
- Jean-François Aldric (1765-1840), célèbre luthier.
- Jean-Baptiste Vuillaume, luthier, en 1798.
- Joseph-Emmanuel Aubry (1772-1812), colonel et baron de l'Empire, mort au combat le 18 août 1812 à la bataille de Polotsk.
- Charles Jean-Baptiste Jacquot, dit Eugène de Mirecourt (1812-1880), journaliste et écrivain.
- Maurice Aubry (1820-1896), son neveu, journaliste, banquier et homme politique légitimiste.
- Louis Joseph Buffet (1818-1898), né à Mirecourt, Représentant des Vosges à l'Assemblée Nationale de 1871 à 1876. Sénateur inamovible de 1876 à 1898. Vice-Président du Conseil et Ministre de l'Intérieur de 1875 à 1876. maire de la ville.
- Alfred de Jancigny, sous-préfet et préfet, né à Mirecourt en 1824.
- Hector France (1837-1908), militaire, communard puis homme de lettres.
- François Alexandre Alfred Gérardin (1841-1905), garde-officier forestier puis peintre et graveur, y est né.
- Joseph-Alfred Lamy (1850-1919), archetier.
- Pierre-Fourier Evrard (1876-1956), prélat catholique.
- Amédée-Dominique Dieudonné, luthier, le 6 août 1890.
- Fernand Lamaze, (1891-1957), médecin obstétricien, reconnu comme le développeur de la méthode d’accouchement sans douleur.
- Henri Parisot, homme politique, en 1895
- Jean-François Demay, (1898-1950), peintre français.
- Max Leognany, graveur-médailleur, en 1913.
- François Chamoux (1915-2007), helléniste, membre de l'Académie des inscriptions et belles-lettres, archéologue et écrivain.
- Jean-Marie Georgeot (1923-2009), ingénieur et exégète catholique, né à Mirecourt.
- Jack Lang (né en 1939), homme politique français, ministre de la Cinquième République.
- Jean-Marie Cavada, journaliste et homme politique, en 1940.
- Roger Viry-Babel, universitaire et cinéaste, en 1945.
- Gérard Welzer, avocat et homme politique, en 1954.

### Personnalités liées à Mirecourt
- Personnalités diverses de Mirecourt, signalées dans la "Biographie vosgienne", sur le site personnel de Bernard Visse[94].
- Céran Le Brun (Paris 1773, + Pithiviers/Loiret 1813), nommé le 1er sous-préfet de Mirecourt de 1800 à 1806, il sera nommé sous-préfet de Pithiviers dans le courant de 1806, à sa mort. C'est par erreur (voulue ou nom) que son nom est inscrit CERAN-LEBRUN à l'almanach impérial, erreur répétée partout ensuite. Il ne signait de toute manière que "Lebrun". Son père André-Jacques-Philippe Le Brun, fut visiteur-général des postes, et était lui-même le fils d'un "chef du gobelet du roi et de la reine" à Versailles.
- Albert Aubry, organiste[95].
- Joseph-Emmanuel Aubry, colonel et baron d'Empire[96].
- François Victor Fourier Aubry, industriel[97].
- André Buffet, militant monarchiste français
- Saint Pierre Fourier est un prêtre catholique et religieux augustin. Il est né le 30 novembre 1565 à Mirecourt dans la maison sise au no 5 de l'actuelle rue Saint-Pierre-Fourier[98],[99].
- Maurice Fombeure Poète écrivain, Professeur de lettre de 1933 à 1947 à Mirecourt[100]

## Tradition et spécialités

### La lutherie

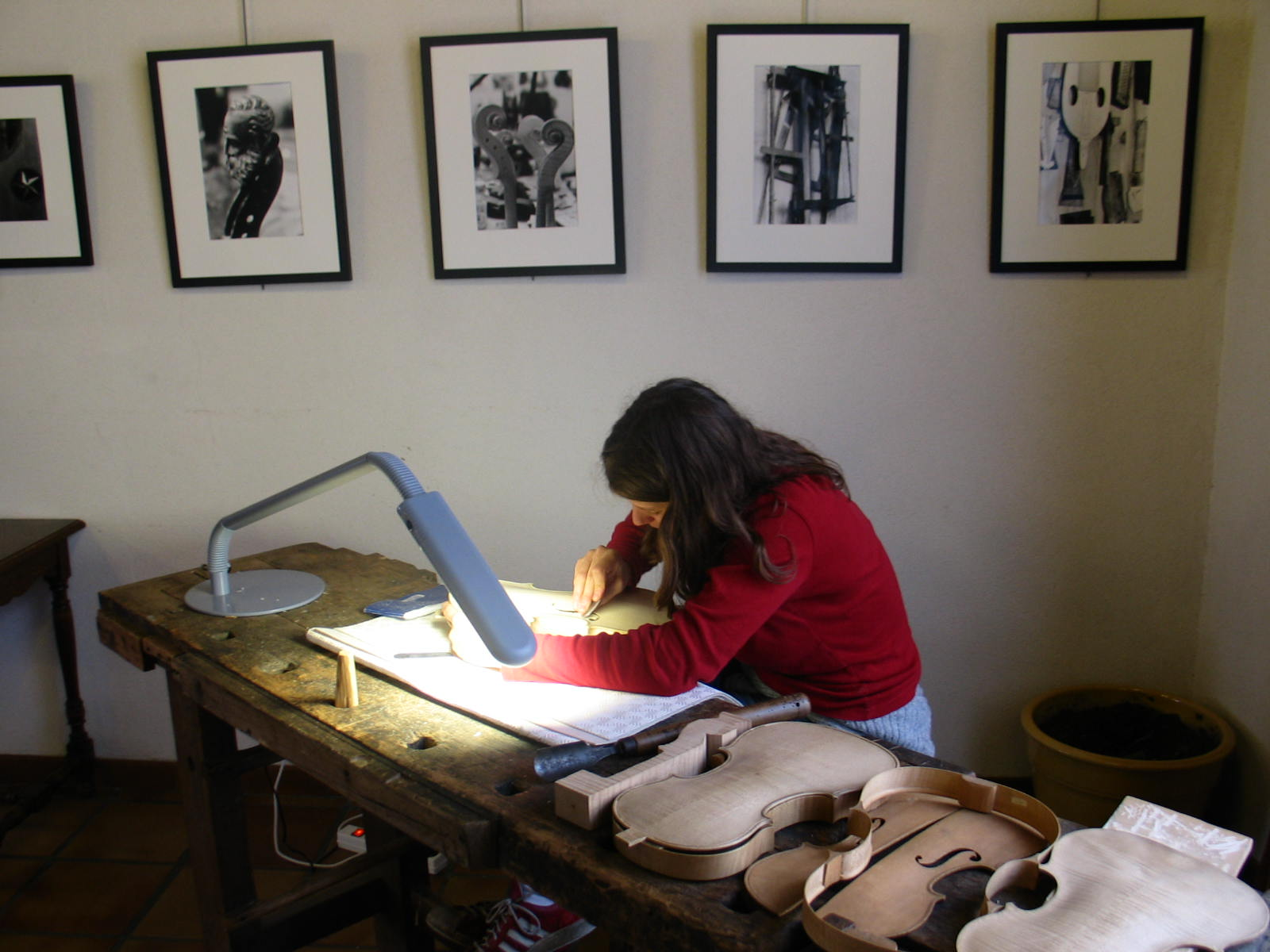
Lutherie à la fête du patrimoine.

L'origine de la lutherie lorraine semble remonter aux voyages des ducs de Lorraine en Italie, d'où ils ramenèrent d'excellents musiciens et luthiers à la fin du XVIe siècle,,.
On fabrique des violons en Lorraine depuis le XVIe siècle. Si l'existence du luthier Tywersus, cité par le luthier Nicolas Lupot au XVIIIe siècle, est incertaine, les premiers luthiers attestés en Lorraine, désignés comme « faiseurs de violons », sont contemporains de Girolamo Amati (1561-1630) et de Niccolò Amati (1596-1684). Il s'agit de Nicolas Renauld et de Nicolas Médard, ayant travaillé tous deux pour la Cour de Lorraine. Le premier, qui n'a pas laissé d'instruments, a exercé son activité dans la seconde moitié du XVIe siècle. Le second, dont on connaît plusieurs instruments, a travaillé à Nancy un siècle plus tard. Nicolas Renauld, probablement lié à Kaspar Tieffenbrucker, a travaillé à Paris vers 1570 pour Charles IX, avec Andrea Amati et l'un des aïeux de Nicolas Médard, à la fabrication des instruments destinés à la Chapelle du roi de France. Nicolas Médard a travaillé sur les instruments de la Chapelle ducale de Charles IV. Un violon de cette époque, armorié aux armes du duc de Lorraine et marqué à chaud « Nicolas Médard, à Nancy, 1665 », témoigne du talent de ce luthier. Plus tard, il aurait également fabriqué des instruments pour la Chapelle royale de Louis XIV, armoriés aux armes de France.
C'est tout particulièrement à Mirecourt que la lutherie prend son essor. Dès le début du XVIIe siècle, des luthiers s'installent dans la commune. Ainsi, en 1602, Dieudonné Montfort est déjà déclaré comme exerçant le métier de « faiseur de violon ». On compte déjà 43 luthiers en 1635. Au milieu du XVIIe siècle, la famille de luthiers Lupot, dont descend le grand Nicolas Lupot, exerce déjà son art à Mirecourt.
Au XVIIIe siècle, la production artisanale se développe à Mirecourt, profitant des ressources inépuisables de la forêt vosgienne. En 1732, afin de réglementer cette profession florissante, la duchesse douairière Élisabeth-Charlotte d'Orléans, agissant au nom de François III de Lorraine, promulgue une charte visant à protéger la corporation des « luthiers et faiseurs de violons de Mirecourt et de Mattaincourt », « des abus qui se glissent dans leur métier », afin de conserver « la renommée qu'elle s'est autrefois acquise, de contenir d'habiles faiseurs d'instruments ». Ce sont en effet de véritables dynasties de luthiers et archetiers qui font la renommée de cet art, parmi lesquels il faut citer les Aldric, Lupot, Gand, Bernard, Jacquot, Nicolas, Mougenot, Vuillaume, dont Jean-Baptiste, surnommé le Stradivarius français, Charotte, Apparut, Hilaire, Collin, Laberte, Magnié, Peccate, Bazin, Ouchard, Caussin, dont François Hippolyte Caussin.
Le commerce et la fabrication de violons continue se développer au XIXe siècle, faisant de Mirecourt le principal centre de production d'instruments à cordes de France. En 1925, la lutherie à Mirecourt se composait ainsi de dix-huit ateliers et de quatre fabriques employant 680 ouvriers. Par après, on voit disparaître bon nombre de ces prestigieux ateliers. Toutefois, dans les années 1970 apparaît un renouveau grâce à la création de l'École nationale de lutherie à Mirecourt.
De nos jours, la lutherie fait toujours partie des traditions de la ville, qui se perpétuent grâce à l'École nationale de lutherie, où l'une des rares formations de lutherie est donnée dans le lycée Jean-Baptiste-Vuillaume, et aux luthiers qui exercent encore dans la commune. Luthier renommé, Jean-Jacques Pages crée et produit des instruments de grande qualité qu'il copie sur les modèles des grands anciens comme les Amati et Stradivarius. Les frères Gérome ne sont que fabricants de guitares et de mandolines, mais la corporation des luthiers les a adoptés. La fierté de ces deux frères qui ont aujourd'hui pris leur retraite restera d'avoir reçu un jour la visite de Georges Brassens, venu leur acheter une guitare.
Un musée municipal de la lutherie permet d'approfondir sa connaissance de cet artisanat d'art. Comme œuvres picturales on notera un Portrait d'un musicien peint par le peintre belge François-Joseph Navez, daté de 1836 et la reproduction photographique d'un Portrait du luthier Nicolas Lupot, par Henriette Lorimier, daté de 1805, l'original a été déposé par le musée municipal de la lutherie à la Cité de la musique de Paris.

### La dentelle

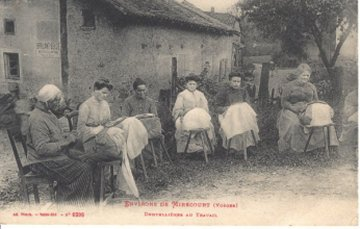
Dentellières.

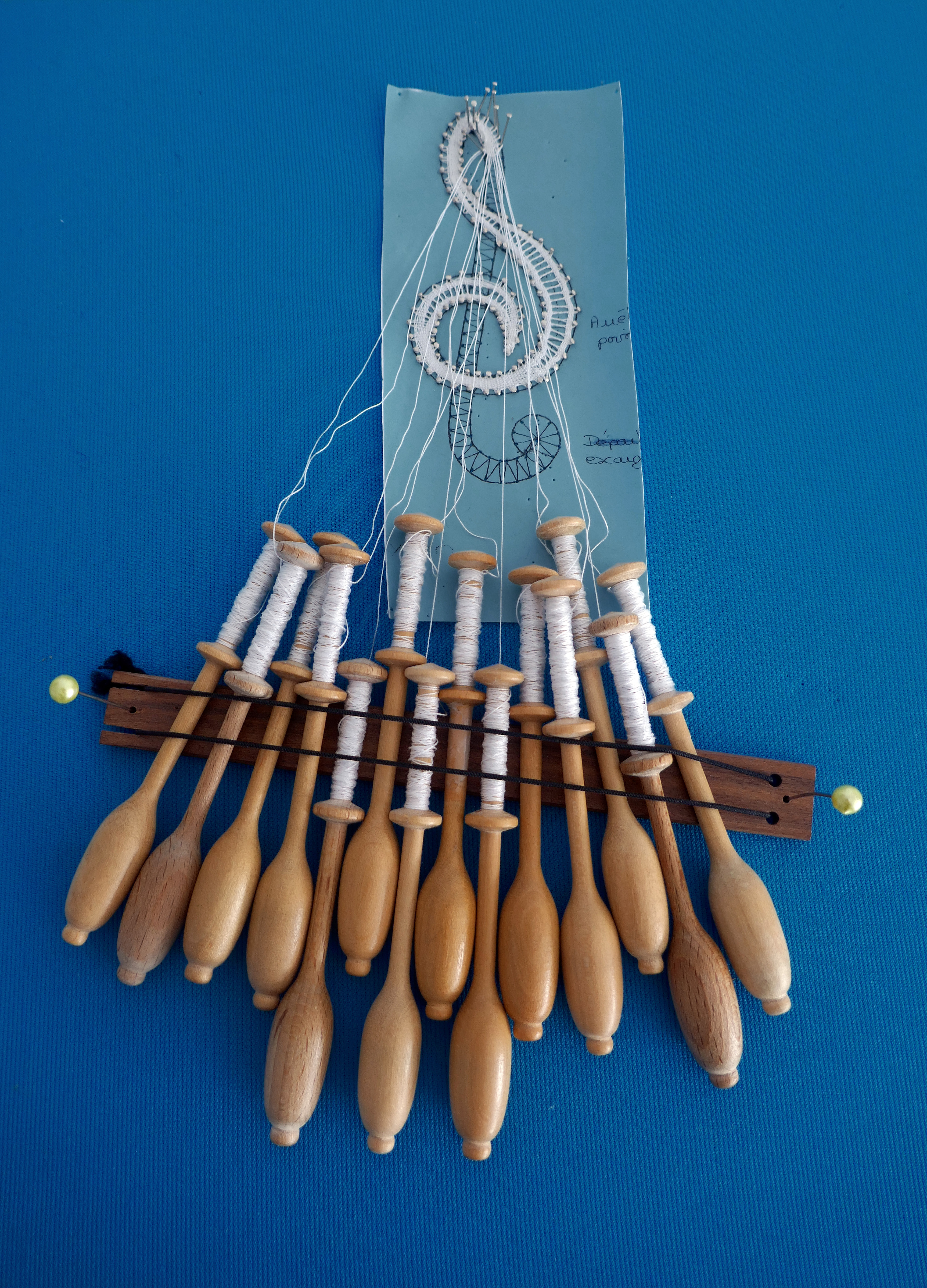
Dentelle aux fuseaux.

L'art aux fuseaux remonterait à l'époque égyptienne. Les grandes invasions plongèrent cet art dans l'oubli et ce n'est qu'à partir du XVIe siècle, qu'il fut introduit en Lorraine et notamment à Mirecourt par les luthiers italiens, soutenus par les Ducs de Lorraine.
Saint Pierre Fourier, curé de Mattaincourt, créa la confrérie des Sœurs de Notre-Dame et encouragea celles-ci à enseigner la dentelle dans leur école et à l'orphelinat.
Les jeunes filles de grandes familles travaillaient à cet art d'agrément pour garnir leur trousseau. Les enfants de l'orphelinat, les femmes de familles ouvrières, les paysannes, s'y adonnaient pour le profit.
En 1790, des milliers de dentellières travaillaient déjà pour des négociants de tous les pays voisins de nos frontières, la ville était mondialement connue, ainsi vers 1850, ce fut l'âge d'or de la dentelle de Mirecourt.
Au milieu du XXe siècle, il ne reste à Mirecourt que quelques dentellières qui enseignèrent cet art, assurant ainsi le maintien de cette activité.
Aujourd'hui, grâce à une association dynamique avec plus de 140 participants, Mirecourt a retrouvé sa renommée internationale avec sa dentelle aux fuseaux d'une finesse incomparable, jusqu'à la création de l'association Promotion et Renouveau de la dentelle.
Grâce à celle-ci la dentelle renaît à Mirecourt, on y dispense des cours et organise des expositions permanentes, avec des dentellières au travail à la Maison de la Dentelle.

## Héraldique
| Figure | Blasonnement |
| ------ | --- |
|        | Ancien blason « De sinople, à la fasce d'or. » — Malte-Brun, la France illustrée, tome V, 1884 |
|        | Depuis le 2 août 1811 « D'azur, à la bande d'or ; au franc-quartier senestre de gueules chargé d'un N d'argent surmonté d'une étoile rayonnante du même. » Les ornements extérieurs napoléoniens ont aujourd'hui disparu. |